# Office national de l'électricité et de l'eau potable
Office national de l'électricité et de l'eau potable -(ONEE Branche eau) est un établissement public marocain, à caractère industriel et commercial doté de la personnalité civile et de l'autonomie financière. Créé en 1972 par M.Bekkaoui , l'ONEE Branche Eau est un acteur principal dans le secteur de l'eau potable et de l'assainissement au Maroc, il assure la planification, la production et la distribution des ressources hydriques du pays.